# Фалль, Лео
Лео (Леопольд) Фалль (нем. Leo Fall; 2 февраля 1873 — 16 сентября 1925) — австрийский композитор, автор популярных оперетт.

## Биография
Родился в Оломоуце в моравской еврейской семье. Его отец Мориц Фалль (1848—1922), капельмейстер, происходил из Голешау, мать Флора Фалль (урождённая Брюлль, 1848—1915) — из Гевича. Учился музыке в Венской консерватории, затем уехал в Берлин к отцу.
1895: принят дирижёром в гамбургский музыкальный театр. Начинает собственные композиции.
1904: после неудачных постановок двух опер полностью посвящает себя композиции оперетт.
1905: первая оперетта Лео Фалля ставится в Вене. С этого момента он житель Вены, его странствия заканчиваются.
1907: международный успех оперетты «Принцесса долларов». Неоднократно ставилась и в России, где тоже имела успех.
1912: оперетта «Мой милый Августин» в Лондоне выдерживает более 3000 представлений (под названием Princess Caprice).
1920: Лео Фалль возвращается к опере, но третья попытка («Золотая птица») ненамного успешнее предыдущих.
1922: лучшая оперетта Лео Фалля, «Мадам Помпадур». Впечатляющий успех во многих странах; в Германии и Австрии ставится до сих пор.
Лео Фалль умер от рака в возрасте 52 лет.
Изображен на австрийской почтовой марке 1975 года.

## Семья
Его жена Берта Рахель Рафаэль Ядассон (в замужестве Берта Фалль, 1880—1934) была дочерью композитора и музыкального педагога Саломона Ядассона.

## Творчество
Лео Фалль — один из самых успешных композиторов венской оперетты XX века.
Оперы:
- Пароли (Paroli, 1902, одноактная)
- Блуждающий огонёк (Irrlicht, 1905)
- Золотая птица (Der goldene Vogel, 1920)

Оперетты и зингшпили:
- Мятежник (Der Rebell, Вена, 1905)
- Весёлый крестьянин (Der fidele Bauer, Маннгейм, 1907)
- Принцесса долларов (Die Dollarprinzessin, Вена, 1907)
- Разведённая (Die geschiedene Frau, Вена, 1908)
- Шум из-за пощёчины (Der Schrei nach der Ohrgeige, Вена, 1909)
- Брат мой (Brüderlein fein, Вена, 1909)
- Девочка-кукла (Das Puppenmädel, Вена, 1910)
- Прекрасная Ризетта (Die schöne Risette, Вена, 1910)
- Сирена (Die Sirene, Вена, 1911)
- Мой милый Августин (Der liebe Augustin, Берлин, 1912)
- Графиня-студентка (Die Studentengräfin, Берлин, 1913)
- Ночной экспресс (Der Nachtschnellzug, Вена, 1913)
- Госпожа-министерша (Der Frau Ministerpräsident, Берлин, 1914)
- Искусственный человек (Der künstliche Mensch, Берлин, 1915)
- Императрица, или Княжеская любовь (Die Kaiserin (Fürstenliebe), Берлин, 1916)
- Роза Стамбула (Die Rose von Stambul, Вена, 1916)
- Испанский соловей (Die spanische Nachtigall, Берлин, 1920)
- Святой Амвросий (Der heilige Ambrosius, Берлин, 1921)
- Уличная певица (Die Strassensängerin, Вена, 1922)
- Мадам Помпадур (Madame Pompadour, Берлин, 1922)
- Сладкий кавалер (Der süsse Kavalier, Берлин, 1923)
- Юность в мае (Jugend im Mai, Dresden, 1926)